# Koptos
Koptos / Kebto / Gebtu / Gebtiu / Keft (altägyptisch Gbtjw, heute arabisch قفط Qift, DMG Qifṭ) war eine ägyptische Stadt im 5. oberägyptischen Gau am Ostufer des Nils.

## Stadtgeschichte
Koptos wurde erst später Gaumetropole und religiöses Zentrum. Eine besonders kurze Überlandverbindung vom Nil zum Roten Meer mündete bei dieser Stadt, weshalb sie schon lange ein wichtiger Handelsort der alten Ägypter war. Eine Karawane konnte damals die Strecke in fünf Tagen bewältigen. Im nahen Wadi Foahir soll sich ägyptischen Quellen zufolge eine der drei größten Goldminen des Landes befunden haben.
Eine besondere Blütezeit erlebte diese Stadt unter den Römern, war sie doch der Ausgangspunkt für die Karawanen in Richtung der Hafenstädte (Myos Hormos und Berenike) des Roten Meeres, die wiederum vom Indienhandel lebten. In Koptos fand sich auch das Nikanor-Archiv, das einer Händlerfamilie aus der römischen Kaiserzeit gehörte. Es sind auch Inschriften gefunden worden, die die Anwesenheit palmyrischer Geschäftsleute belegen.
Koptos wurde nach einer Rebellion gegen Diokletian im 3. Jahrhundert n. Chr. zerstört, wurde aber kurz darauf wieder aufgebaut. Die Stadt wurde in christlicher Zeit ein bedeutender Bischofssitz. Phoibammon, im Jahre 431, ist der erste namentlich bekannte Bischof der Stadt. Ein weiterer bedeutender Bischof war Pisentius von Koptos, der ein wichtiger Theologe war und zahlreiche Schriften hinterließ und nach seinem Tod als Heiliger verehrt wurde. Aus dieser Zeit stammen die Reste einer ca. 70 m langen Kirche, die zum Teil aus Spolien erbaut worden ist und vielleicht die Reste der Bischofskirche darstellen. Unter Kaiser Justinian wurde die Stadt in Justinianopolis umbenannt, und war auch noch in islamischer Zeit von einiger Bedeutung.

## Kultische Bedeutung
Die Gottheit Min als Ortsgott besaß in Koptos hohes Ansehen. Die enge Verbindung zwischen Horus und Min ermöglichte auch für Isis, als Gemahlin des Min, eine kultische Verehrung.

## Tempel von El-Qala
Archäologische Funde im Tempel von El-Qala bestätigen die hohe Verehrung von Krokodilen. Als Standarte des Gaus galten zwei Falken, die später als Rabenkult fortgeführt wurden. Reste von drei Min-Kolossen werden in die frühdynastische Zeit datiert. Die Tempelanlage insgesamt ist seit dem Alten Reich belegt. Aus der Ersten Zwischenzeit stammen einige königliche Dekrete, die einst wohl im Tempelbereich angebracht waren. Im Haupttempel weisen Blöcke auf ein monumentales Tor von Sesostris I. Es fanden sich Blöcke einer Kapelle von Nub-cheper-Re Anjotef aus der Zweiten Zwischenzeit. Aus dieser Zeit stammt das von ihm herausgegebene Koptos-Dekret. Weiterhin gibt es die Reste eines Tempeltores von Thutmosis III.
Der Tempel wurde unter Ptolemaios II. vollkommen neu erbaut und war zu dieser Zeit ein Doppeltempel mit zwei Haupttoren, der Min, Isis und Hor-pa-chered geweiht war. Der Bau war einst ungefähr 50 × 100 m groß und stand auf einer Plattform. Zwei Treppen führten zu dem eigentlichen Tempel hinauf. Direkt hinter ihnen gab es wahrscheinlich einen Pronaos, dessen Säulen noch 1893 gesehen wurden, aber seitdem verschwunden sind. Die Säulen waren einst etwa 10 m hoch und hatten Hathorkapitelle. Von dem Allerheiligsten fehlten dagegen schon alle Spuren. Vor dem Tempel konnten zwei weitere Doppeltore ausgegraben werden, ein römisches und ein von Ptolemaios II. erbautes.